# Iván Pedroso
Iván Lázaro Pedroso Soler  (1972. december 17. –) egyszeres olimpiai és négyszeres világbajnok kubai atléta, távolugró. 8,71 méteres egyéni csúcsa élő kubai rekord.

## Pályafutása
1990 júniusában, mindössze tizenhét évesen ugrott először 8 méter fölött. Két év múlva megnyerte a fedett pályás világbajnokságot, és Carl Lewis, Mike Powell valamint Joe Greene mögött negyedik lett az olimpiai játékokon.
1995-ben az olaszországi Sestriereben, 1,2 m/s-os ellenszélben 8,96-ot ugrott, egy centiméterrel nagyobbat Powell világrekordjánál. Az Olasz Atlétikai szövetség azonban nem küldte el ezt az eredményt az IAAF-nek, mivel egy személy kitakarta a szélmérőt, amely így meglehet téves adatot közölt. Ebben az évben egyébiránt megvédte címét fedettpályán, majd szabadtéren is világbajnok lett, továbbá győzött a pánamerikai játékokon is. Atlantába csak tizenkettedikként zárt, 1997-ben viszont újfent világbajnoki címeket nyert.
1999-ben megszerezte negyedik fedett pályás világbajnoki címét, míg szabadtéren harmadszorra lett aranyérmes, ezentúl pedig ismét megnyerte a pánamerikai játékokat.
Carl Lewis Sydney-ben már nem indult, így Pedroso volt a szám abszolút esélyese. Már a selejtezőkörben 8,32-ot ugrott, amivel a legjobbként jutott döntőbe, ahol végig az ausztrál Jai Taurimával küzdött a sikerért. Az ötödik körben 8,49-dal átvette a vezetést Taurima, majd az utolsó körben Pedroso 8,55-ot ugrott, amivel olimpiai bajnok lett.
2001-ben újfent megnyerte a szabadtéri, valamint a fedett pályás világbajnokságot; előbbit negyedik, utóbbit ötödik alkalommal. 2003-ban megvédte címét a pánamerikai játékokon. Ez volt pályafutása utolsó nagyobb nemzetközi sikere.
Athénban még szerepelt ugyan, de csak a hetedik lett. 2007. szeptember 26-án bejelentette visszavonulását.
Sportolói pályafutása után edzőként dolgozik. Több általa felkészített versenyző is nyert érmeket világversenyeken, így Teddy Tamgho, Nelson Évora, Yulimar Rojas és Ana Peleteiro is.

## Egyéni legjobbjai
| Versenyszám | Eredmény | Szélsebesség | Helyszín  | Dátum            |
| ----------- | -------- | ------------ | --------- | ---------------- |
| Távolugrás  | 8,71 m   | +1,9 m/s     | Salamanca | 1995. július 18. |
| Hármasugrás | 16,05 m  | ?            | Havanna   | 1991. február 9. |

## Magánélete
Unokatestvére, Aliuska López sikeres gátfutó, a pánamerikai játékok háromszoros bajnoka, továbbá a fedett pályás világbajnokság egyszeres győztese.